# Leucopis sogdiana
Leucopis sogdiana är en tvåvingeart som beskrevs av Tanasijtshuk 1965. Leucopis sogdiana ingår i släktet Leucopis och familjen markflugor. Inga underarter finns listade i Catalogue of Life.